# Lazaristenkirche (Graz)

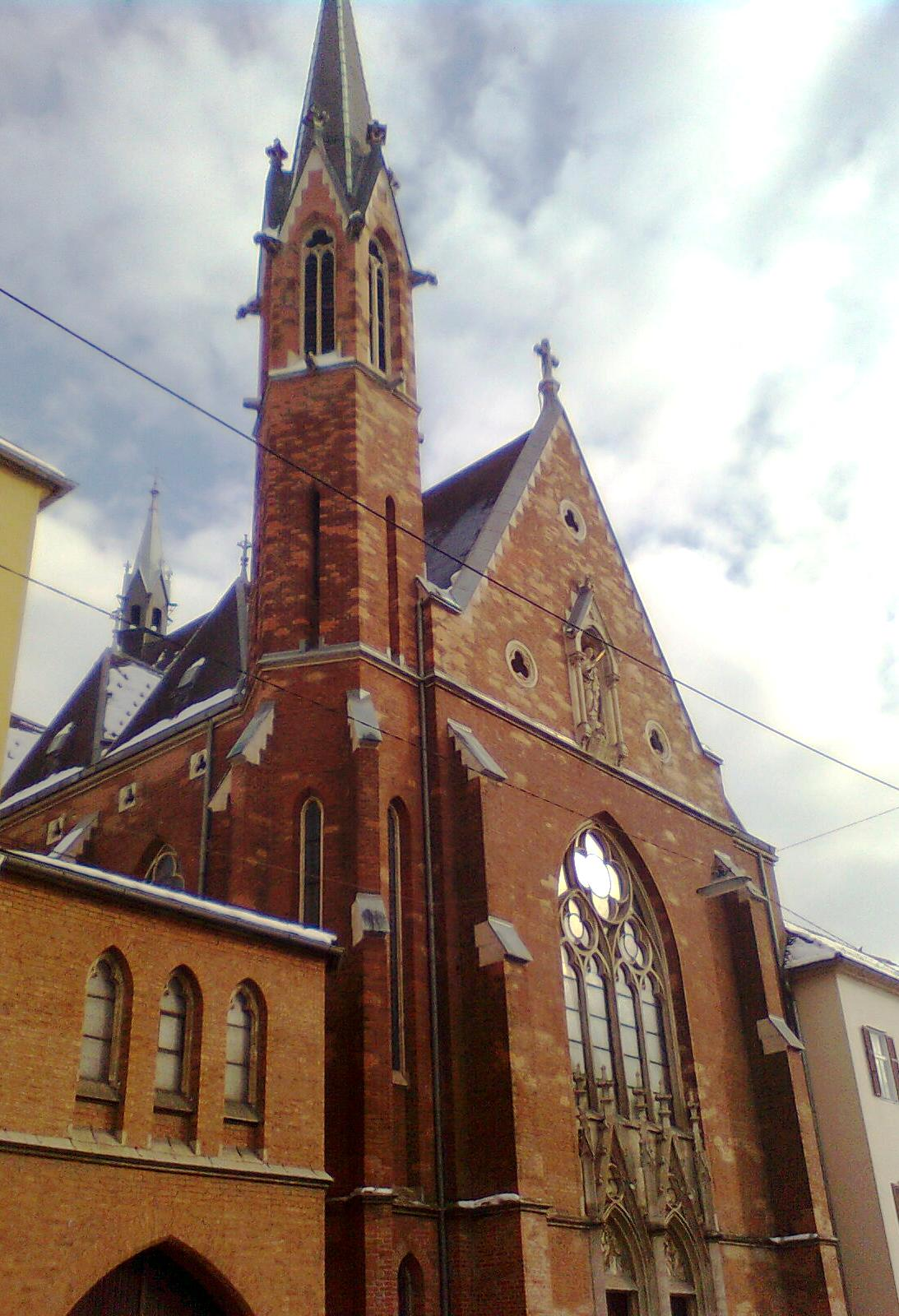
Lazaristenkirche zur Schmerzhaften Mutter

Die Lazaristenkirche zur Schmerzhaften Mutter oder Marienkirche oder Kirche zur Schmerzhaften Mutter ist eine römisch-katholische Kirche im vierten Grazer Gemeindebezirk Lend. Sie ist die Pfarrkirche der Pfarrei Graz-Schmerzhafte Mutter (Marienpfarre) im Dekanat Graz-Nord der Stadtkirche Graz, und Klosterkirche des Missionshauses der Lazaristen Graz, Provinzialat und Studienhaus (Klerikat) des Ordens. Unmittelbar neben der Kirche befindet sich das Konvent der Barmherzigen Schwestern Graz (Vinzentinen, Töchter der Liebe).

## Geschichte
Der Männerorden der Lazaristen ließ sich in der zweiten Hälfte des 19. Jahrhunderts im Grazer Bahnhofsviertel nieder und widmete sich der Armenseelsorge.

## Missionshaus der Lazaristen

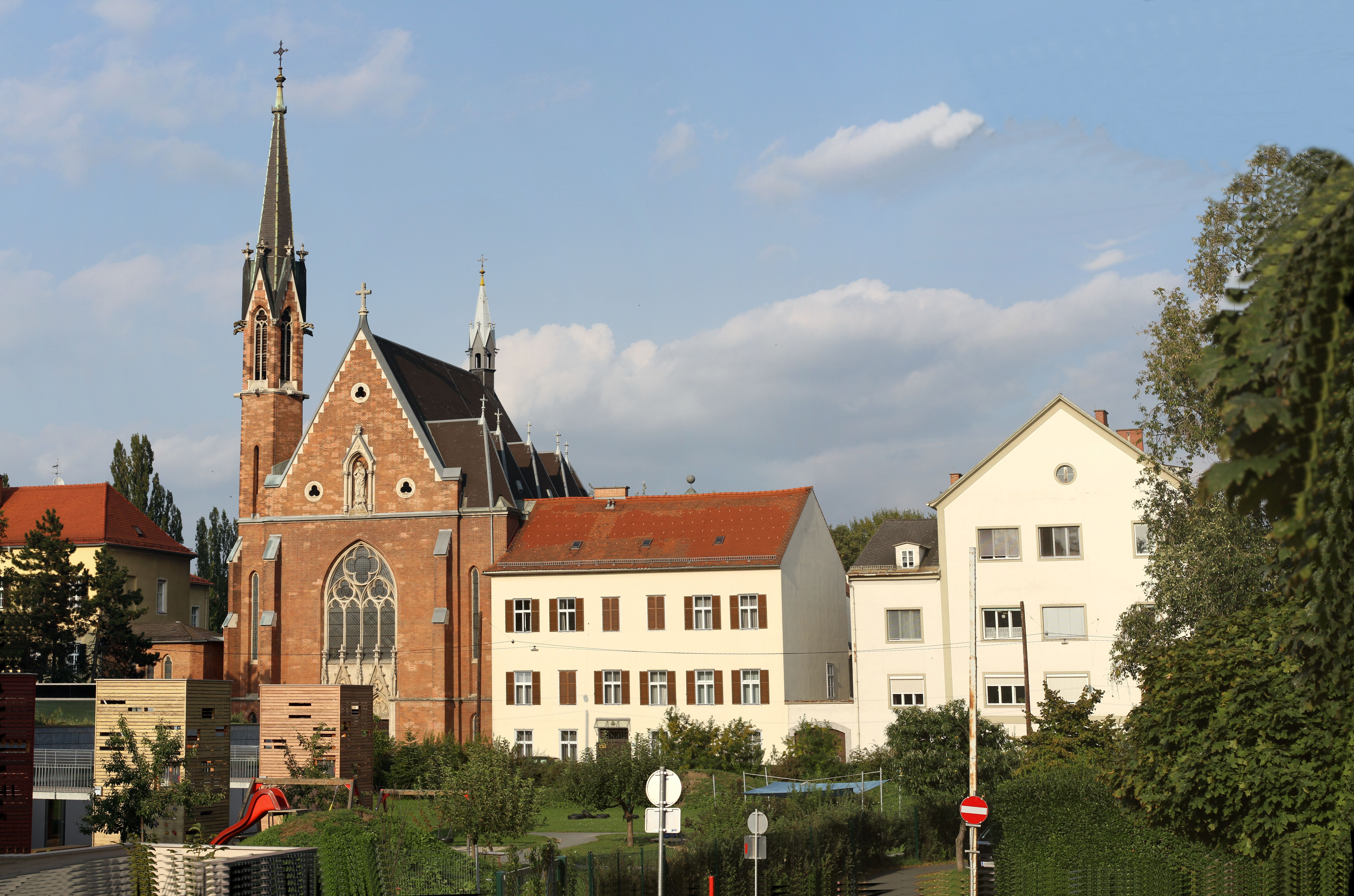
Niederlassung der Lazaristen, Provinzhaus und Kirche (das Lazaristenkloster befindet sich links der Kirche, rechts schließt die Niederlassung der Barmherzigen Schwestern an)

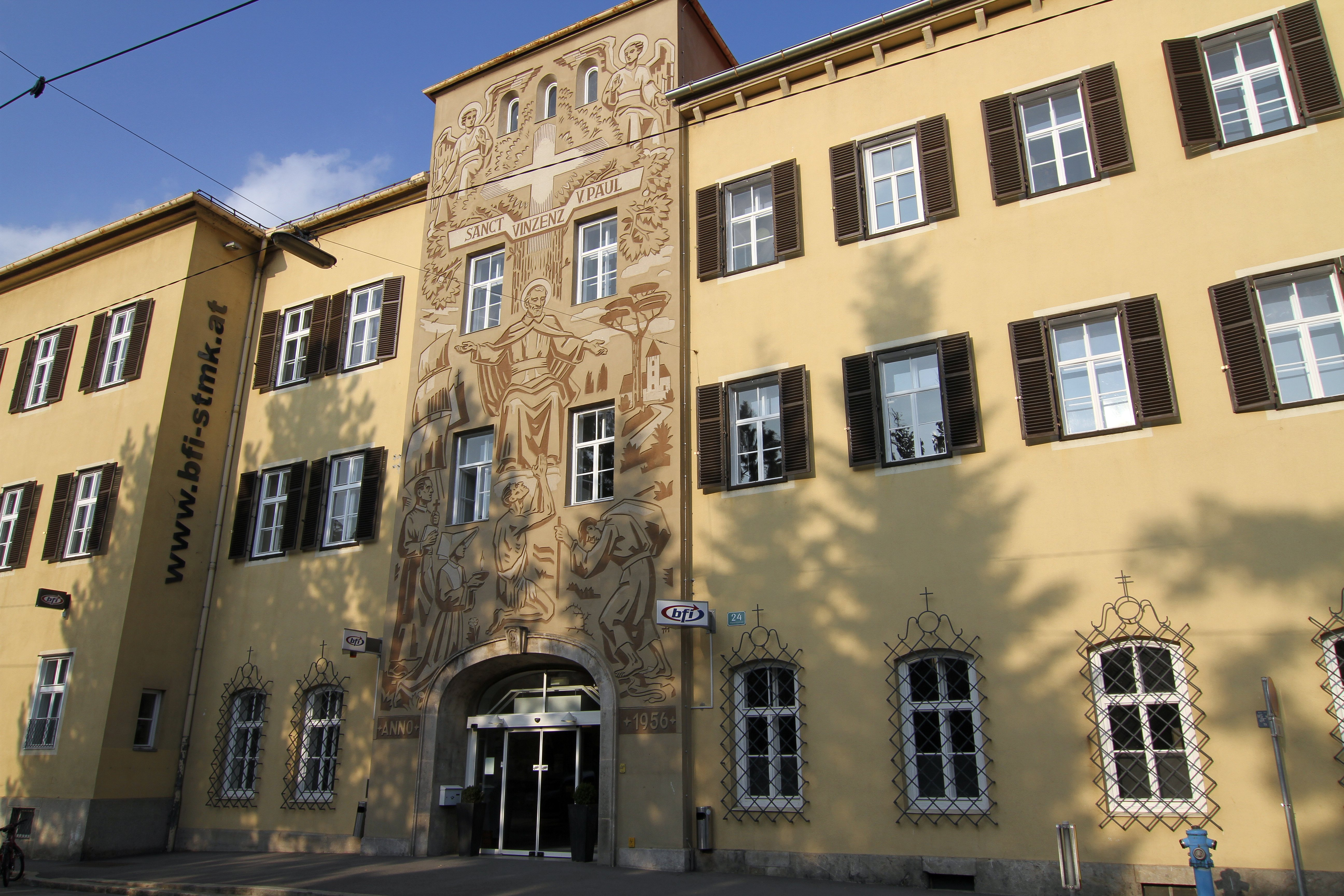
Kloster St. Vinzenz v. Paul

Die Missionsniederlassung umfasst zwei Gebäude:
- Das Provinzhaus, bis heute Sitz der Ordensprovinz Österreich. Das Gebäude, Mariengasse 16, steht unter Denkmalschutz
- Das Lazaristenkloster, Mariengasse 24, steht ebenfalls unter Denkmalschutz – das Gebäude beherbergte das Berufsförderungsinstitut Steiermark (heute ist das BFI Graz West bei der FH Joanneum). Die Caritas hat ein Zentrum für Lerncafes und sonstige soziale Projekte in diesem Gebäude errichtet. Es befindet sich beim Seiteneingang die Essensausspeisung für arme Menschen, das sogenannte Marienstüberl.

## Kirche zur Schmerzhaften Mutter
Der Kirchenbau selbst wurde nach den Plänen des Architekten Friedrich von Schmidt, der auch das Wiener Rathaus entworfen hatte, im Stil des Historismus 1856–1858 errichtet und vom Baumeister Karl Aichinger ausgeführt. Die Lazaristenkirche besteht aus einem einschiffigen schlichten Backsteinbau und wurde im Zweiten Weltkrieg wegen ihrer Nähe zum Grazer Hauptbahnhof von Bomben stark beschädigt. Nach dem Krieg begann eine originalgetreue Wiederherstellung der Außenfassade, deren Figurenschmuck aus dem 19. Jahrhundert stammt.
Das Eingangsportal wird von Sandsteinreliefs der Verkündigung und Krönung Mariens geziert. Am Hochaltar befinden sich die Figuren des heiligen Vinzenz von Paul, des Evangelisten Johannes, der Maria Magdalenas und zweier Engel. Die Statuen des heiligen Josef, des lehrenden Christus und der Maria Immaculata am Kanzeldach stammen aus der Hand des Künstlers Jakob Gschiel.
Auf der rückwärtigen Empore befindet sich noch das Prospekt der alten Orgel, die Matthäus Mauracher in den 1860er-Jahren errichtet hatte. Seit 2007 übernimmt eine Digitalorgel der Firma Viscount die Rolle der Kirchenorgel in der Grazer Lazaristenkirche.

## Weitere Baudenkmäler
Ebenfalls unter Denkmalschutz stehen die Umfriedung, die Lourdesgrotte und eine Heiligenstatue ebenda.